# Пряничников, Николай Иванович
Николай Иванович Пряничников (1919—1999) — советский военнослужащий. Участник Великой Отечественной войны. Герой Советского Союза (1944). Гвардии лейтенант.

## Биография
Николай Иванович Пряничников родился 10 мая 1919 года в деревне Михнево Бронницкого уезда Московской губернии РСФСР (ныне деревня Раменского района Московской области Российской Федерации) в семье рабочего Ивана Егоровича Пряничникова. Русский. Окончил неполную среднюю школу и школу фабрично-заводского ученичества. До призыва на военную службу работал помощником мастера ткацкого цеха на фабрике имени Октябрьской Революции в Малаховке.
В ряды Рабоче-крестьянской Красной Армии Н. И. Пряничников был призван Малаховским районным военкоматом в 1939 году. Срочную службу проходил в воздушно-десантных войсках в Одесском военном округе. Перед началом Великой Отечественной войны сержант Н. И. Пряничников занимал должность командира отделения в одной из бригад 3-го воздушно-десантного корпуса. В боях с немецко-фашистскими войсками Николай Иванович с августа 1941 года на Юго-Западном фронте. Боевое крещение принял в Киевской оборонительной операции. После оставления Киева корпус был выведен в тыл и переформирован в 87-ю стрелковую дивизию, которая в ноябре 1941 года была включена в состав 40-й армии Юго-Западного фронта. Сержант Н. И. Пряничников отличился в боях за город Тим Курской области 21-25 ноября 1941 года. Его отделение стойко удерживало занимаемые позиции, отбивая яростные атаки врага. Немцы, пытаясь сломить сопротивление советских бойцов, вызвали на подмогу танк. Противотанковых средств в отделении не было, но сержант Пряничников не растерялся. Он организовал группу бойцов, которые окружили вражескую машину и стали закидывать её ручными гранатами. Повредить танк они не могли, но заставили его экипаж запаниковать и отступить. В уличных боях в городе Николай Иванович лично уничтожил трёх немецких солдат, вынес с поля боя и оказал помощь четырём бойцам.
В декабре 1941 года проявившего себя в боях младшего командира Н. И. Пряничникова направили на курсы младших лейтенантов, по окончании которых он был назначен командиром стрелкового взвода 807-го стрелкового полка 304-й стрелковой дивизии Юго-Западного фронта. Участвовал во Второй битве за Харьков. 27 июля 1942 года в бою под Купянском Николай Иванович был тяжело ранен, долго лечился в госпитале. С 23 августа 1943 года младший лейтенант Н. И. Пряничников командир взвода противотанковых ружей 2-го стрелкового батальона 78-го гвардейского стрелкового полка 25-й гвардейской стрелковой дивизии 6-й армии Юго-Западного фронта. Участвовал в Донбасской наступательной операции, в составе своего подразделения освобождал город Лозовая. Особо отличился при форсировании Днепра и в боях за плацдарм на правом берегу реки.
Разгромив противостоящие им части противника в ходе операции по освобождению Донбасса, части 25-й гвардейской стрелковой дивизии 6-й армии 22 сентября 1943 года вышли к Днепру в районе села Петро-Свистуново Вольнянского района Запорожской области. В ночь с 25 на 26 сентября 3 десантно-штурмовые группы полка под командованием гвардии старших лейтенантов В. С. Зевахина, Н. И. Шишлова и командира полка гвардии подполковника М. И. Григорьева под ураганным огнём противника форсировали Днепр. Группа Зевахина, в которую входил взвод противотанковых ружей гвардии младшего лейтенанта Н. И. Пряничникова, первой высадилась на правый берег у Скубовой балки юго-восточнее села Войсковое. Ворвавшись в прибрежные траншеи, десантники в рукопашной схватке сломили сопротивление противника и обратили его в бегство. Продвинувшись вглубь на один километр, они заняли тактически важную высоту, на которой закрепились до утра. На рассвете 26 сентября 1943 года немцы, стремясь опрокинуть советские подразделения в Днепр, начали яростные атаки при поддержке танков и артиллерии. Взвод гвардии младшего лейтенанта Н. И. Пряничникова в течение 36 часов стойко удерживал занимаемые позиции, отразив 5 вражеских контратак, чем обеспечили успешное форсирование реки Днепр основными силами дивизии. Бронебойщики Пряничникова подбили 4 немецких танка и нанесли противнику большой урон в живой силе. За образцовое выполнение боевых заданий командования на фронте борьбы с немецкими захватчиками и проявленные при этом отвагу и геройство указом Президиума Верховного Совета СССР от 19 марта 1943 года гвардии младшему лейтенанту Пряничникову Николаю Ивановичу было присвоено звание Героя Советского Союза.
С удержанного частями 6-й армии плацдарма в районе Войсковое — Вовниги 23 октября 1943 года войска 3-го Украинского фронта перешли в наступление, в результате которого были освобождены крупные промышленные центры Украины города Днепропетровск и Днепродзержинск. 7 декабря 1943 года Николай Иванович был вновь тяжело ранен. 
Лечение в госпитале было долгим. После выписки он продолжал служить в армии, но на передовую уже не вернулся. В запас Н. И. Пряничников уволился по состоянию здоровья в 1946 году в звании лейтенанта. Некоторое время Николай Иванович жил в родной деревне Михнево. Но раны часто болели, и врачи посоветовали ему сменить климат. Николай Иванович переехал в Махачкалу, где долгие годы трудился контролёром на ткацкой фабрике имени 3-го Интернационала. Во второй половине 1980-х годов Н. И. Прудников вернулся в Михнево. Уже будучи пенсионером, некоторое время работал на Малаховском заводе шахтного оборудования. После окончательного выхода на заслуженный отдых Николай Иванович переехал в Малаховку. Умер Н. И. Пряничников в 1999 году. Похоронен в Малаховке.

## Награды
- Медаль «Золотая Звезда» (19.03.1944);
- орден Ленина (19.03.1944);
- орден Отечественной войны 1-й степени (11.03.1985);
- орден Красной Звезды (17.01.1942);
- медали.

## Память
- Имя Героя Советского Союза Н. И. Пряничникова увековечено на мемориале Площади Победы в городе Раменское Московской области.

## Документы
- Общедоступный электронный банк документов «Подвиг Народа в Великой Отечественной войне 1941—1945 гг.» Дата обращения: 24 июня 2013. Архивировано из оригинала 13 марта 2012 года.

Указ Президиума Верховного Совета СССР о присвоении звания Героя Советского Союза. Дата обращения: 24 июня 2013. Архивировано 29 июня 2013 года.
Орден Красного Знамени (наградной лист и приказ о награждении). Дата обращения: 24 июня 2013. Архивировано 29 июня 2013 года.
Орден Отечественной войны 1-й степени (информация из карточки награждённого к 40-летию Победы). Дата обращения: 24 июня 2013. Архивировано 29 июня 2013 года.
Орден Красной Звезды (наградной лист и приказ о награждении). Дата обращения: 24 июня 2013. Архивировано 29 июня 2013 года.
- Обобщенный банк данных «Мемориал». Дата обращения: 24 июня 2013. Архивировано из оригинала 10 мая 2012 года.

ЦАМО, ф. 33, оп. 11458, д. 45.
ЦАМО, ф. 33, оп. 11458, д. 254.
ЦАМО, ф. 3, оп. 11459, д. 237.